# Joaquín Peiró
Joaquín Peiró Lucas (ur. 29 stycznia 1936 w Madrycie, zm. 18 marca 2020) – były hiszpański piłkarz, napastnik i trener piłkarski.
Był wychowankiem Atlético Madryt, w seniorskiej drużynie tego klubu debiutował w 1955. W 1962 wyjechał do Włoch i został graczem Torino FC. W 1964 odszedł do Interu Mediolan, gdzie grał m.in. ze rodakiem, Luisem Suárezem. Dwukrotnie zdobył scudetto (1965 i 1966), w 1965 triumfował w Pucharze Europy, zwyciężał w Pucharze Interkontynentalnym. Od 1966 do 1970 był piłkarzem Romy, w latach 1968-1970 pełnił funkcję kapitana zespołu. Karierę kończył w 1971 w macierzystym Atlético.
W reprezentacji Hiszpanii zagrał 12 razy i strzelił 5 bramek. Dwukrotnie brał udział w finałach mistrzostw świata. W 1962 wystąpił w dwóch spotkaniach (1 gol), cztery lata później ponownie zagrał 2 razy.
Jako trener pracował z młodzieżowymi drużynami Atlético. Samodzielną pracę z seniorami rozpoczął w 1987. Prowadził m.in. Atlético, Real Murcia czy Málagę.